# São Paulo de Frades
São Paulo de Frades ist eine ehemalige Gemeinde in Portugal. Sie ist ein nordwestlicher Ortsteil der Stadt Coimbra.

## Verwaltung
Die ehemalige Gemeinde (Freguesia) gehört zum Kreis (Concelho) von Coimbra. Die Gemeinde hatte eine Gesamtfläche von 9,8 km² und 12.075 Einwohner (Stand 30. Juni 2011).
Im Zuge der administrativen Neuordnung in Portugal zum 29. September 2013 wurde São Paulo de Frades mit der Gemeinde Eiras zur neuen Gemeinde União das Freguesias de Eiras e São Paulo de Frades zusammengeschlossen. Hauptsitz der neuen Gemeinde wurde Eiras.